# Ptychadena ingeri
Ptychadena ingeri es una especie  de anfibios de la familia Ranidae.

## Distribución geográfica
Se encuentra en República Democrática del Congo y, posiblemente, en Sudán del Sur.